# Cadmio (I)
El cadmio (I) es un estado de oxidación en el que se encuentra muy raramente el cadmio en algunos compuestos químicos. Es inestable en solución.

## Compuestos
Puede hallarse en unos pocos compuestos, tal como:
- Cd2[AlCl4]2, bis[tetracloroaluminato(III)] de dicadmio(I).[1]